# Wereldbeker schaatsen 2008/2009 - Wereldbeker 2
De Wereldbeker schaatsen 2008/09/Wereldbeker 2 is aangekondigd voor vrijdag 14 november tot en met zondag 16 november in Thialf, Heerenveen, Nederland. Tijdens het driedaagse evenement zijn er races gepland in alle competities van het wereldbekerseizoen 2008/2009 met uitzondering van de 100 m.

## Wedstrijdschema
Hieronder het geplande tijdschema van de wedstrijd, alle aangegeven tijdstippen zijn Midden-Europese Tijd.
| Datum       | Tijd  | Afstanden                                                                             |
| ----------- | ----- | ------------------------------------------------------------------------------------- |
| 14 November | 16:00 | 500 m vrouwen 500 m mannen 3000 m vrouwen 1500 m mannen                               |
| 15 November | 13:15 | 500 m vrouwen 500 m mannen 1500 m vrouwen 5000 m mannen                               |
| 16 November | 13:15 | 1000 m vrouwen 1000 m mannen Ploegenachtervolging vrouwen Ploegenachtervolging mannen |

## Nederlandse deelnemers
| Afstand | Geslacht | Deelnemers, A- of B-groep | Deelnemers, A- of B-groep | Deelnemers, A- of B-groep | Deelnemers, A- of B-groep | Deelnemers, A- of B-groep | Deelnemers, A- of B-groep | Deelnemers, A- of B-groep | Deelnemers, A- of B-groep | Deelnemers, A- of B-groep | Deelnemers, A- of B-groep |
| ------- | -------- | ------------------------- | ------------------------- | ------------------------- | ------------------------- | ------------------------- | ------------------------- | ------------------------- | ------------------------- | ------------------------- | ------------------------- |
| 500m    | Mannen   | Smeekens                  | A                         | Kuipers                   | B                         | Tuitert                   | A                         | Groothuis                 | A                         | Nijenhuis                 | A                         |
| 500m    | Vrouwen  | Gerritsen                 | A                         | Boer                      | A                         | Oenema                    | A                         | Timmer                    | A                         | Bruintjes                 | B                         |
|         |          |                           |                           |                           |                           |                           |                           |                           |                           |                           |                           |
| 1000m   | Mannen   | Groothuis                 | A                         | Wennemars                 | A                         | Tuitert                   | A                         | Kuipers                   | A                         | Bos                       | A                         |
| 1000m   | Vrouwen  | Gerritsen                 | A                         | Bruintjes                 | A                         | Van Riessen               | A                         | Wüst                      | A                         | Van Deutekom              | A                         |
|         |          |                           |                           |                           |                           |                           |                           |                           |                           |                           |                           |
| 1500m   | Mannen   | Kramer                    | A                         | Tuitert                   | A                         | Kuipers                   | A                         | Wennemars                 | A                         | Groothuis                 | A                         |
| 1500m   | Vrouwen  | Van Deutekom              | B                         | Wüst                      | A                         | Leenstra                  | A                         | De Vries                  | A                         | Van Riessen               | A                         |
|         |          |                           |                           |                           |                           |                           |                           |                           |                           |                           |                           |
| 5000m   | Mannen   | Kramer                    | A                         | Verheijen                 | A                         | Olde Heuvel               | A                         | De Jong                   | A                         | Bloemen                   | A                         |
| 3000m   | Vrouwen  | Groenewold                | A                         | Smit                      | A                         | Valkenburg                | A                         | Voorhuis                  | A                         | Van Deutekom              | A                         |

## Podia

### Mannen
| Event:                       | Goud:                                              | Tijd    | Zilver:                                                    | Tijd    | Brons:                                           | Tijd    |
| 500 m (vrijdag) details      | Pekka Koskela Finland                              | 34,88   | Dmitri Lobkov Rusland                                      | 35,16   | Yu Fengtong China                                | 35,18   |
| 500 m (zaterdag) details     | Joji Kato Japan                                    | 34,82   | Yu Fengtong China                                          | 35,05   | Pekka Koskela Finland                            | 35,09   |
| 1000 m details               | Shani Davis Verenigde Staten                       | 1.08,99 | Pekka Koskela Finland                                      | 1.09,05 | Simon Kuipers Nederland                          | 1.09,26 |
| 1500 m details               | Shani Davis Verenigde Staten                       | 1.45,23 | Stefan Groothuis Nederland                                 | 1.45,84 | Mark Tuitert Nederland                           | 1.45,90 |
| 5000 m details               | Sven Kramer Nederland                              | 6.14,32 | Carl Verheijen Nederland                                   | 6.20,18 | Enrico Fabris Italië                             | 6.20,20 |
| Ploegenachtervolging details | Nederland Sven Kramer Simon Kuipers Carl Verheijen | 3.42,29 | Verenigde Staten Shani Davis Chad Hedrick Trevor Marsicano | 3.43,48 | Zweden Joel Eriksson Daniel Friberg Johan Röjler | 3.47,20 |

### Vrouwen
| Event:                       | Goud:                                                  | Tijd    | Zilver:                                                     | Tijd    | Brons:                                                     | Tijd    |
| 500 m (vrijdag) details      | Jenny Wolf Duitsland                                   | 37,60   | Wang Beixing China                                          | 37,63   | Lee Sang-hwa Zuid-Korea                                    | 38,22   |
| 500 m (zaterdag) details     | Jenny Wolf Duitsland                                   | 37,64   | Wang Beixing China                                          | 37,74   | Lee Sang-hwa Zuid-Korea                                    | 38,13   |
| 1000 m details               | Christine Nesbitt Canada                               | 1.16.18 | Kristina Groves Canada                                      | 1.16,76 | Wang Beixing China                                         | 1.17,01 |
| 1500 m details               | Kristina Groves Canada                                 | 1.57,22 | Daniela Anschütz Duitsland                                  | 1.57,91 | Christine Nesbitt Canada                                   | 1.58,08 |
| 3000 m details               | Renate Groenewold Nederland                            | 4.04,85 | Martina Sáblíková Tsjechië                                  | 4.05,54 | Diane Valkenburg Nederland                                 | 4.05,70 |
| Ploegenachtervolging details | Nederland Renate Groenewold Marrit Leenstra Ireen Wüst | 3.01,32 | Canada Kristina Groves Christine Nesbitt Brittany Schussler | 3.02,34 | Duitsland Daniela Anschütz Lucille Opitz Claudia Pechstein | 3.02,51 |